# Чотири істини
«Чотири істини» (італ. «Le quattro verità») — італійсько-французько-іспанський драматичний кінофільм з чотирьох епізодів, режисерів Алессандро Блазетті, Ерве Бромбергера, Рене Клера і Луїса Гарсії Берланги, що вийшов 21 грудня 1962 року.

## Сюжет
- Епізод 1: «Смерть і кат» (режисер Луїс Гарсіа Берланга)

Музикант через невезіння намагається вчинити самогубство.
- Епізод 2: «Два голуби» (режисер Рене Клер)

Двоє молодих людей застрягли у себе вдома через закритий замок. Наодинці вони розуміють, що люблять один одного
- Епізод 3: «Ворона і лисиця» (режисер Ерве Бромбергер)

Чоловік дуже ревнує до своєї дружини, чим ще більше сприяє залицяльникам.
- Епізод 4: «Черепаха і заєць» (режисер Блазетті)

Жінка будь-якими методами намагається, повернути свого чоловіка, використовуючи навіть зброю.

## У ролях
| Леслі Карон    | ···· | Анні   |
| Шарль Азнавур  | ···· | Шарль  |
| Раймон Бюссьєр | ···· |        |
| Анна Каріна    | ···· |        |
| Мішель Серро   | ···· | Корбе  |
| Моніка Вітті   | ···· | Мадлен |
| Сільва Кошина  | ···· | Мія    |

## Знімальна група
| Режисер    | ···· | Алессандро Блазетті, Ерве Бромбергер, Рене Клер, Луїс Гарсія Берланга |
| Сценарій   | ···· | Ерве Бромбергер, Фрідерік Грандель, Рафаель Аскона                    |
| Продюсер   | ···· | Джилберт Де Голдшміт                                                  |
| Оператор   | ···· | Карло Ді Пальма, Жак Меркантон, Франсіско Семпере, Арман Тірар        |
| Композитор | ···· | Шарль Азнавур, Жорж Гарваренц                                         |
| Художник   | ···· | Леон Барсак                                                           |
| Монтаж     | ···· | Ніно Баральї, Борис Левін, Деніс Нато                                 |